# ميكرونيسيا

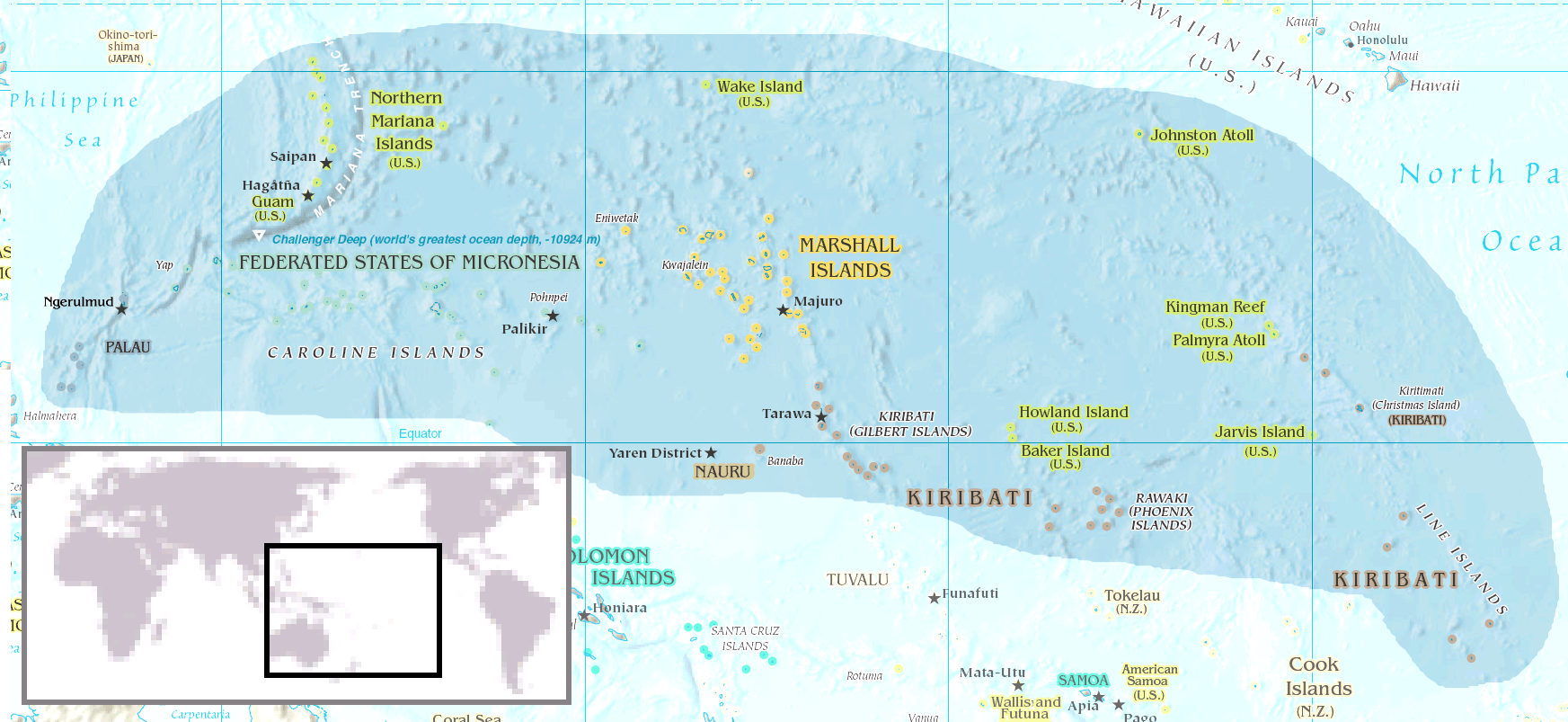
ميكرونيسيا

ميكرونيسيا هي منطقة فرعية من قارة أوقيانوسيا، تتكون من آلاف الجزر الصغيرة في غرب المحيط الهادئ. ولها تاريخ ثقافي مشترك وثيق مع ثلاث مناطق جزرية أخرى: الفلبين من الغرب، بولينيزيا من الشرق، وميلانيزيا من الجنوب؛ وكذلك مع الشعوب الأسترونيزية.
تتمتع المنطقة بمناخ بحري استوائي. ويوجد بها أربعة أرخبيلات رئيسية: جزر كارولين، وجزر جيلبرت، وجزر ماريانا، وجزر مارشال، جنبًا إلى جنب مع العديد من الجزر النائية.
سياسيا، تنقسم جزر ميكرونيسيا بين ست دول ذات السيادة، تنقسم جزر كارولين بين جمهورية بالاو وولايات ميكرونيسيا المتحدة،؛ وجزر جيلبرت (جنبا إلى جنب مع جزر فينيكس وجزر الخطر في بولينيزيا) تتكون من جمهورية كيريباس؛ وتحكم جزر ماريانا وغوام وجزرماريانا الشمالية، من قبل الولايات المتحدة، وجمهورية ناورو، وجمهورية جزر مارشال. وتجدر الإشارة أيضًا إلى جزيرة ويك، التي تطالب بها كل من جمهورية جزر مارشال والولايات المتحدة، حيث تمتلك الأخيرة حيازة فعلية على الجزيرة.
بدأ الاستيطان البشري في ميكرونيسيا منذ عدة آلاف من السنين. هناك نظريات متنافسة حول أصل سكان المنطقة الأوائل. حدث أول اتصال معروف مع الأوروبيين في عام 1521، عندما هبطت السفن الإسبانية في ماريانا.

## الجغرافيا

مجموعات الجزر الرئيسية الثلاثة في المحيط الهادئ:
ميلانيزيا
ميكرونيسيا
بولنيزيا

ميكرونيزيا هي واحدة من ثلاث مناطق ثقافية كبرى في المحيط الهادئ، مع جنب مع بولينيزيا وميلانيزيا، تضم ميكرونيسيا حوالي 2100 جزيرة، بمساحة تبلغ مساحتها تبلغ 2700 كم 2 (1000 ميل مربع)، أكبرها تغطي 582 كم 2 (225 ميل مربع).
توجد أربع مجموعات جزر رئيسية في ميكرونيسيا:
- جزر كارولين (ولايات ميكرونيزيا المتحدة وبالاو)
- جزر جيلبرت (جمهورية كيريباتي)
- جزر ماريانا ( الولايات المتحدة الأمريكية)
- جزر مارشال

بالإضافة إلى دولة جزيرة ناورو المنفصلة.

### جزر كارولين
جزر كارولين هي عدة جزر متناثرة على نطاق واسع تألف من حوالي 500 صغيرة من الجزر المرجانية، وتقع شمال غينيا الجديدة وشرق الفلبين. وتتكون جزر كارولين من جمهوريتين: ولايات ميكرونيزيا المتحدة، وتتألف من حوالي 600 جزيرة؛ و بالاو التي تتكون من 250 جزيرة.

### جزر جيلبرت
جزر جيلبرت هي سلسلة من ستة عشر جزيرة من الجزر المرجانية، ويفصل خط الاستواء كخط فاصل بين جزر جيلبرت الشمالية وجزر جيلبرت الجنوبية. وتحتوي جمهورية كيريباس على كافة جزر غيلبرت.

### جزر ماريانا
تتكون جزر ماريانا من من 15 قمة من قمم الجبال البركانة. نشأ سلسلة الجزر كنتيجة لتحرك الحافة الغربية لصفيحة المحيط الهادئ، وهي المنطقة التي تعد أكثر حدود الصفائح المتقاربة نشاطًا بركانيًا على الأرض. انقسمت جزر ماريانا سياسيًا في عام 1898، عندما حصلت الولايات المتحدة على حق ملكية غوام بموجب معاهدة باريس 1898 التي أنهت الحرب الإسبانية الأمريكية. ثم باعت إسبانيا الجزر الشمالية المتبقية لألمانيا في عام 1899. وفقدت ألمانيا كل مستعمراتها في نهاية الحرب العالمية الأولى. أصبحت جزر ماريانا الشمالية تحت انتداب عصبة الأمم، تحت وصاية اليابان. وبعد الحرب العالمية الثانية، تم نقل الجزر إلى نظام إقليم الوصاية التابع للأمم المتحدة، مع الولايات المتحدة كوصي. في عام 1976، دخلت جزر ماريانا الشمالية والولايات المتحدة في ميثاق اتحاد سياسي تم بموجبه منح وضع الكومنولث لجزر ماريانا الشمالية وحصل سكانها على جنسية الولايات المتحدة.

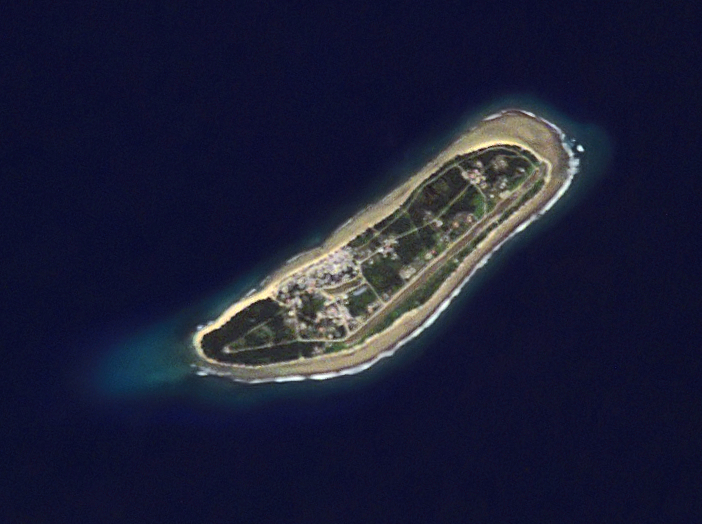
جزيرة كيلي

### جزر مارشال
وتقع جزر مارشال شمال ناورو وكيريباس، وإلى الشرق من ولايات ميكرونيسيا الموحدة والجنوب من أراضي الولايات المتحدة من جزيرة ويك. وتتكون الجزر من 29 جزيرة مرجانية منخفضة و 5 جزر منعزلة،  وتضم 1156 جزيرة. وجميع الجزر في السلسلة هي جزء من جمهورية جزر مارشال، وهي جمهورية رئاسية في ارتباط حرمع الولايات المتحدة. ومع جود موارد طبيعية قليلة، يستند ثروة الجزر على اقتصاد الخدمات، فضلا عن بعض الصيد والزراعة. من بين 29 جزيرة مرجانية، 24 منها مأهولة.

### ناورو
ناورو هي دولة جزيرة بيضاوية الشكل في جنوب غرب المحيط الهادئ، على بعد 42 كم (26 ميل) جنوب خط الاستواء، ومساحة تغطي 21 كم 2 (8 ميل مربع). مع 10،670 نسمة، والجزيرة محاطة بشعاب مرجانية، وأدى وجود الشعاب إلى منع إنشاء ميناء بحري، على الرغم من أن القنوات الموجودة في الشعاب المرجانية تسمح للقوارب الصغيرة بالوصول إلى الجزيرة.

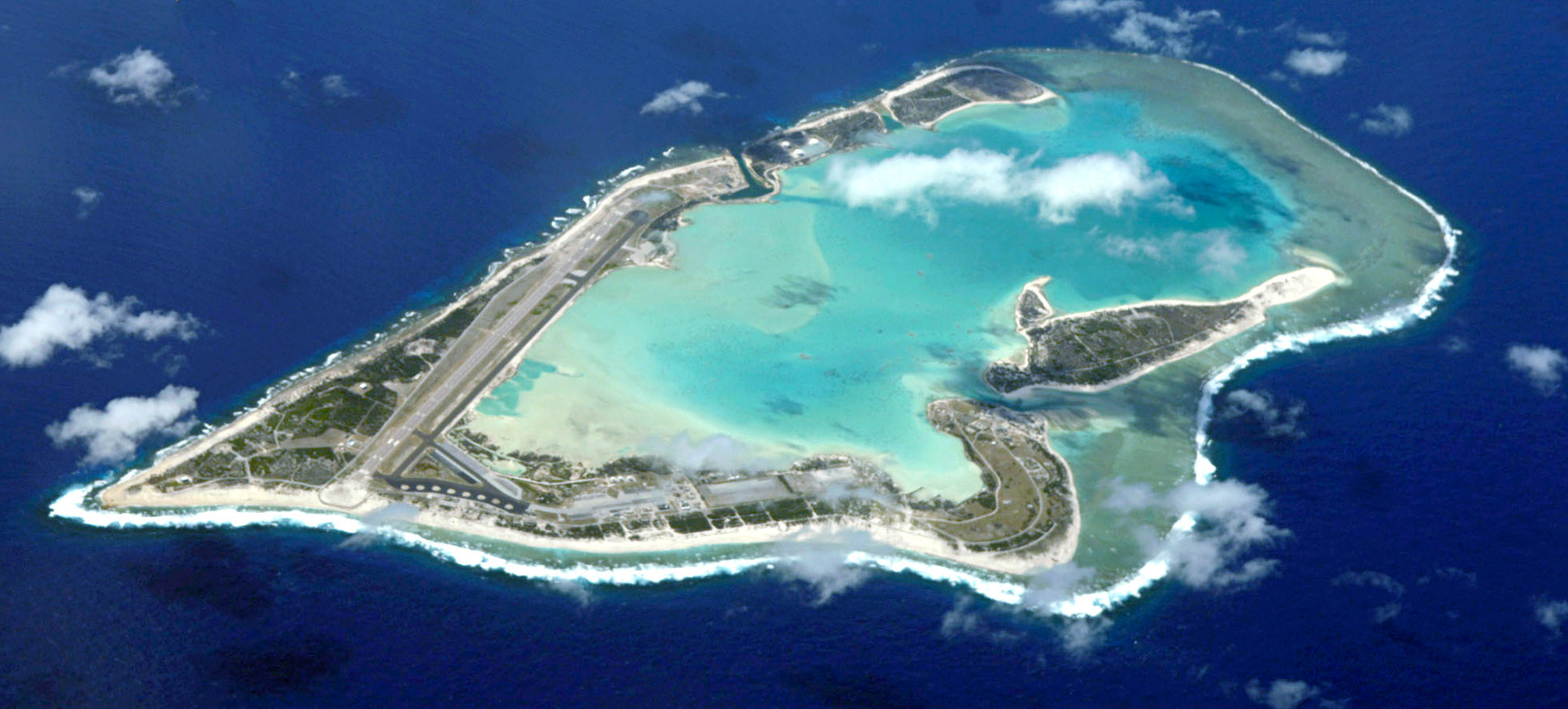
منظر جوي لجزيرة ويك

### جزيرة ويك
جزيرة ويك هي جزيرة مرجانية يبلغ طول ساحلها 19 كم (12 ميل) وتقع شمال جزر مارشال. وهي غير مدمجة في الولايات المتحدة. والوصول إلى الجزيرة مقيد وجميع الأنشطة في الجزيرة تدار من قبل القوات الجوية للولايات المتحدة.

## المناخ
تمتع المنطقة بمناخ بحري استوائي معتدل بفعل الرياح التجارية الموسمية الشمالية الشرقية وتسقط الأمطارعلى البلاد بغزارة طوال أيام العام وخاصة على الجزر الشرقية منها، وتتعرض ميكرونيسيا في بعض المناطق إلى الأعاصير المدمرة، مثل هبوب الثيفون وهو إعصار استوائي يحدث خلال الفترة ما بين شهري يونيو وديسمبر حيث يتسبب في تدمير الجزر.

## التاريخ

### عصور ما قبل التاريخ

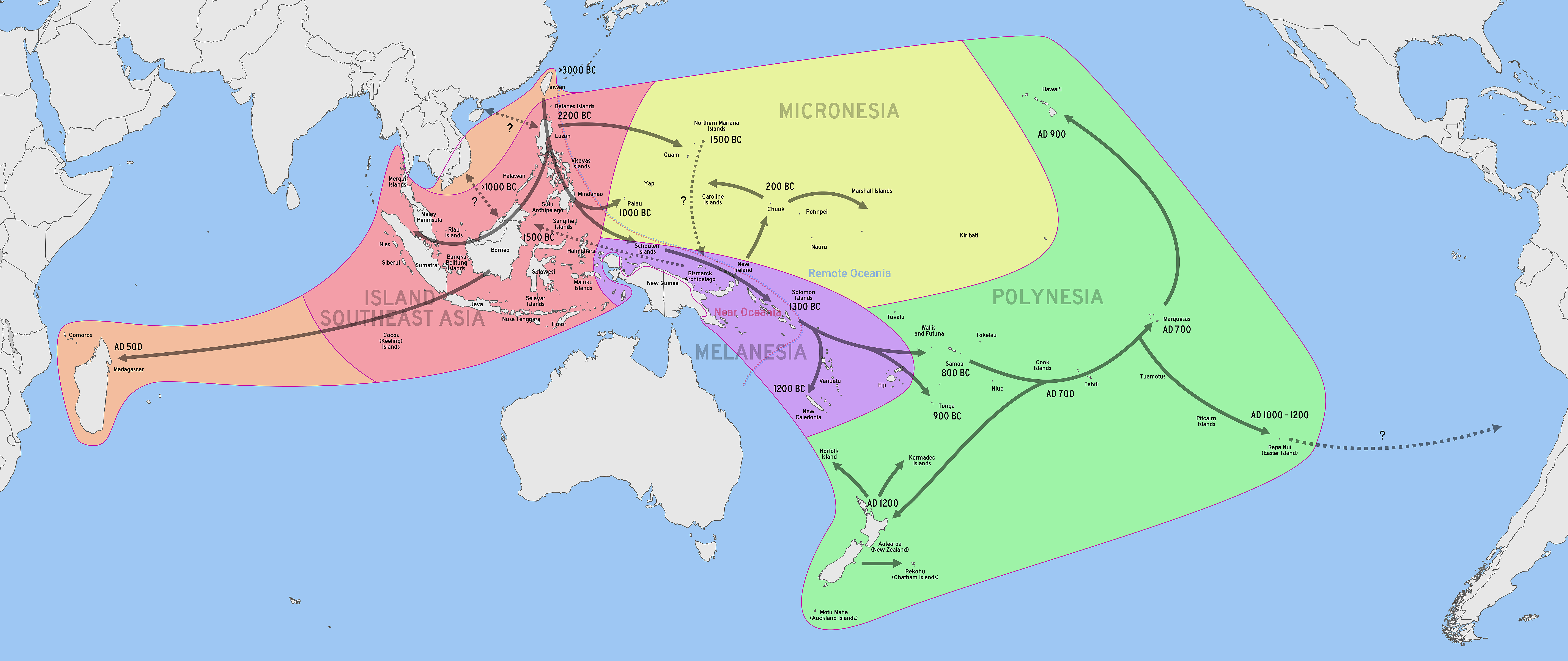
هجرات الشعوب الأسترونيزية عبر المحيطين الهندي والهادئ

كانت جزر ماريانا الشمالية الأول جزيرة في أوقيانوسيا استعمرت من قبل الشعوب الأسترونيزية. انتقل هؤلاء السكان الذين أبحروا شرقًا من الفلبين في حوالي 1500 قبل الميلاد. انتق هؤلاء السكان تدريجيا نحو الجنوب حتى وصلوا إلى أرخبيل بسمارك وجزر سليمان قبل 1300 قبل الميلاد. وبحلول العام 1200 قبل الميلاد، بدأوا مرة أخرى في عبور البحار المفتوحة حتى وصلوا إلى فانواتو، فيجي، كاليدونيا الجديدة. حتى أصبحوا أسلاف الشعب البولينيزي.
ومع ذلك، فإن تفاصيل هذا الاستعمار ليست معروفة جيدًا.  وفي عام 200 قبل الميلاد، هاجرت مجموعة من مستعمري لابيتا من جزيرة ميلانيزيا إلى الشمال، واستقروا في جزر ميكرونيزيا الشرقية. وأصبحت هذه المنطقة مركزًا لموجة أخرى من الهجرات التي تشع إلى الخارج، وأعادت ربطها بالجزر المستقرة الأخرى في غرب ميكرونيزيا.
حوالي 800 م، وصلت موجة ثانية من المهاجرين من جنوب شرق آسيا إلى جزر ماريانا. بنى هؤلاء المستوطنون الجدد هياكل كبيرة ذات أعمدة حجرية مميزة معروفة باسم الهاليجي . كما زراعوا الأرز، مما جعل جزر ماريانا الشمالية هي الجزر الوحيدة في أوقيانوسيا التي زرع فيها الأرز قبل الاتصال الأوروبي. ومع ذلك ، فقد كان يعتبر من المحاصيل عالية المستوى ويستخدم فقط في الطقوس.

### الاتصال الأوروبي المبكر
حدث أقرب الاتصال المعروفة مع الأوروبيين في عام 1521، عندما وصلت البعثة الاسبانية تحت قيادة فرديناند ماجلان إلى جزر ماريانا. وتم إجراء مزيد من الاتصالات خلال القرن السادس عشر، على الرغم من أن اللقاءات الأولية كانت قصيرة جدًا في كثير من الأحيان. تشير الوثائق المتعلقة برحلة ديوغو دا روشا عام 1525 إلى أنه أجرى أول اتصال أوروبي مع سكان جزر كارولين، وربما أقام في جزيرة أوليثي المرجانية لمدة أربعة أشهر.

### الاستعمار والتحويل
في القرن 17 في وقت مبكر استعمرة اسبانيا غوام وجزر ماريانا الشمالية وجزر كارولين ، وخلقت أسبانية جزر الهند الشرقية، التي كانت تحكم من الفلبين الإسبانية.
في عام 1819، تأسست جمعية هاواي التبشيرية وأرسلت مبشرين إلى ميكرونيسيا. ولم يُقابل التحول بمعارضة كبيرة، واستغرق الأمر حتى نهاية القرن التاسع عشر / بداية القرن العشرين لتحويل سكان ميلانيزيا بشكل كامل إلى المسيحية؛ ولا يمكن تجاهل أن تأخذ في الاعتبار حقيقة أن ميلانيزيا تمت زيارتها عدة مرات من السلالات القاتلة من الملاريا.

### المعاهدة الألمانية الإسبانية لعام 1899

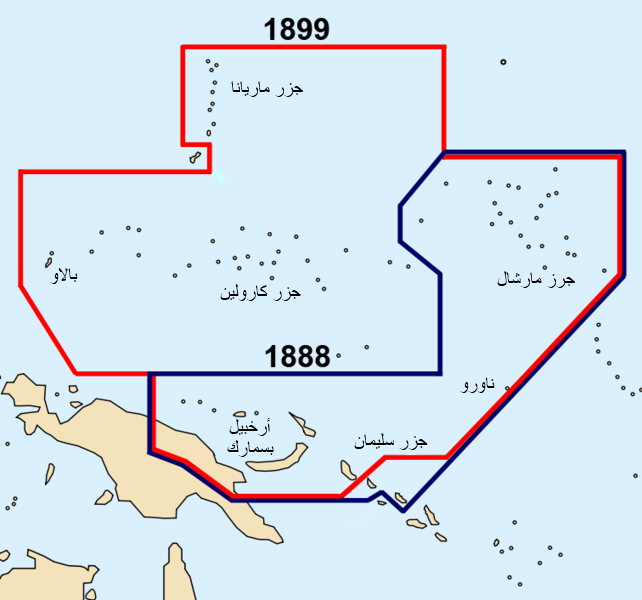
غينيا الجديدة الألمانية قبل وبعد المعاهدة الألمانية الإسبانية لعام 1899

في الحرب الإسبانية الأمريكية، فقدت إسبانيا العديد من مستعمراتها المتبقية. في المحيط الهادئ، واستولت الولايات المتحدة على الفلبين الإسبانية وغوام. في 17 يناير 1899، استحوذت الولايات المتحدة أيضًا على جزيرة ويك التي لم يطالب بها أحد وغير المأهولة. وترك هذا إسبانيا مع ما تبقى من جزر الهند الشرقية الإسبانية، حوالي 6000 جزيرة صغيرة ذات كثافة سكانية منخفضة وليست منتجة للغاية. كانت هذه الجزر غير قابلة للحكم بعد خسارة المركز الإداري لمانيلا ولا يمكن الدفاع عنها بعد خسارة أسطولين إسبان في الحرب. لذلك قررت الحكومة الإسبانية بيع الجزر المتبقية للإمبراطورية الألمانية.
نقلت المعاهدة، التي وقعها رئيس الوزراء الإسباني فرانسيسكو سيلفيلا في 12 فبراير 1899، جزر كارولين وجزر ماريانا وبالاو وممتلكات أخرى إلى ألمانيا. تحت السيطرة الألمانية، وأصبحت الجزر محمية وتم إدارتها من غينيا الجديدة الألمانية. كانت ناورو قد ضمت بالفعل وطالبتها ألمانيا كمستعمرة في عام 1888.

### القرن العشرين
في أوائل القرن العشرين، تم تقسيم جزر ميكرونيزيا بين ثلاث قوى أجنبية:
- الولايات المتحدة، التي سيطرت على غوام في أعقاب الحرب الاسبانية الامريكية عام 1898 وجزيرة ويك.
- ألمانيا التي استولت على ناورو واشترت جزر مارشال وكارولين وماريانا الشمالية من إسبانيا
- في الإمبراطورية البريطانية، التي أخذت جزر جيلبرت (كيريباتي).

خلال الحرب العالمية الأولى، تم الاستيلاء على أراضي جزر المحيط الهادئ الألمانية وأصبحت انتدابًا لعصبة الأمم في عام 1923. وأصبحت ناورو ولاية أسترالية، بينما تم منح الأراضي الألمانية الأخرى في ميكرونيسيا كولاية لليابان وسميت بانتداب البحار الجنوبية. خلال الحرب العالمية الثانية، احتلت القوات اليابانية ناورو وجزيرة المحيط، مع احتلال بعض من جزر جيلبرت. وبعد هزيمة اليابان في الحرب العالمية الثانية، أصبح تفويضها وصاية الأمم المتحدة تديرها الولايات المتحدة.

### القرن 21
اليوم، معظم ميكرونيسيا هي دول مستقلة، باستثناء الكومنولث الأمريكي لجزر ماريانا الشمالية وغوام وجزيرة ويك، وهي أراضي أمريكية.

## السياسة

### الدول والتابعيات
| بلد                                     | العاصمة     | المساحة (كم2) | عدد السكان (تقدير يوليو 2018) | الكثافة السكانية | سكان الحضر | متوسط العمر المتوقع | اللغات الرسمية          | الديانات الرئسية                                                       |
| --------------------------------------- | ----------- | ------------- | ----------------------------- | ---------------- | ---------- | ------------------- | ----------------------- | ---------------------------------------------------------------------- |
| ولايات ميكرونيسيا المتحدة               | باليكير     | 702           | 112.640                       | 158              | 22٪        | 71.2                | الإنجليزية              | كاثوليك 50٪، بروتستانت 47٪، آخرون 3٪                                   |
| غوام (الولايات المتحدة)                 | هاغاتنيا    | 540           | 165768                        | 299              | 93٪        | 78.2                | الإنجليزية، التشاموروية | كاثوليك 85٪، بوذية 3.6٪، الديانات الأخرى 11.4٪                         |
| كيريباتي                                | جنوب تاراوا | 811           | 115847                        | 252              | 44٪        | 64.0                | الإنجليزية، الكيريباتية | كاثوليك 55٪، البروتستانت 36٪، آخرى9٪                                   |
| جزر مارشال                              | ماجورو      | 181           | 58413                         | 293              | 71٪        | 71.5                | الإنجليزية، المارشالية  | بروتستانت 54.8٪، مسيحيون آخرون 40.6٪                                   |
| ناورو                                   | ضاحية يارين | 21            | 10670                         | 480              | 100٪       | 65.0                | الناورونية، الإنجليزية  | كنيسة ناورو 35.4٪، كاثوليك 33.2٪، بروتستانت 10.4٪، بهائية 10٪ بوذية 9٪ |
| جزر ماريانا الشمالية (الولايات المتحدة) | سايبان      | 464           | 56882                         | 113              | 91٪        | 76.9                | الإنجليزية، تشاموروية   | كاثوليك                                                                |
| بالاو                                   | ميلكيوك     | 459           | 17907                         | 47               | 81٪        | 71.5                | الإنجليزية والبالاوية   | كاثوليك 41.6٪، بروتستانت 23.3٪، اخرون 35.1٪                            |
| مجموع                                   |             | 3،178         | 538127                        | 169.3            |            |                     |                         |                                                                        |

## الاقتصاد
على الصعيد الوطني، يتمثل الدخل الأساسي في بيع حقوق الصيد إلى الدول الأجنبية التي تصطاد التونة. وتأتي أموال إضافية من المنح الحكومية، معظمها من الولايات المتحدة و 150 مليون دولار دفعتها الولايات المتحدة في صندوق استئماني لتعويضات سكان بيكيني أتول الذين اضطروا إلى الانتقال بعد التجارب النووية. ويوجد القليل من الرواسب المعدنية التي تستحق الاستغلال، باستثناء بعض الفوسفات عالي الجودة، خاصة في ناورو.
يمكن لمعظم سكان ميكرونيسيا الانتقال بحرية إلى الولايات المتحدة والعمل داخلها. يمثل الأقارب الذين يعملون في الولايات المتحدة والذين يرسلون أموالاً إلى أقاربهم في الوطن المصدر الأساسي للدخل الفردي. ويأتي الدخل الفردي الإضافي بشكل أساسي من الوظائف الحكومية والعمل داخل المتاجر والمطاعم.
وتتكون السياحة من الغواصين الذين لرؤية الشعاب المرجانية، والقيام بالغطس وزيارة السفن الغارقة من الحرب العالمية الثانية. المحطات الرئيسية للغواصين بترتيب تقريبي هي بالاو وتشوك وياب وبونبي.

## الديموغرافيا

### مجموعات السكان الأصليين

#### شعب كارولينا
يُعتقد أن أسلاف شعب كارولينا قد هاجروا في الأصل من البر الرئيسي الآسيوي وإندونيسيا إلى ميكرونيزيا منذ حوالي 2000 عام. لغتهم الأساسية هي كارولينيان، والتي يبلغ مجموع المتحدثين بها حوالي 5700 متحدث. ومعظم الكارولينيين من كاثوليك.
بدأت هجرة الكارولينيين إلى سايبان في أوائل القرن التاسع عشر، بعد أن خفض الإسبان عدد السكان المحليين لتشامورو الأصليين إلى 3700 فقط. ولديهم بشرة أغمق بكثير من الشامورو.

#### شعب شامورو

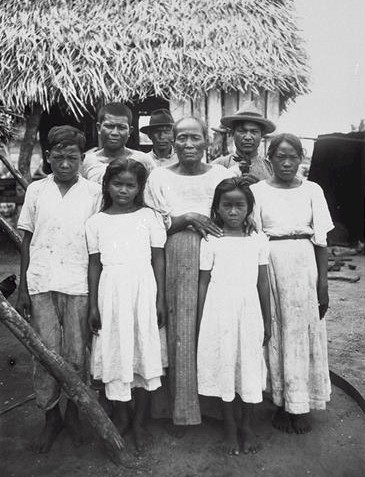
شعب شامورا

شعب شامورو هم السكان الأصليين لجزر ماريانا، التي تنقسم سياسيا بين أراضي الولايات المتحدة، غوام وجزر ماريانا الشمالية. يُعتقد أن شعب شامورو جاءوا من جنوب شرق آسيا حوالي عام 2000 قبل الميلاد.

#### شعب تشوكيزي
يشكل شعب تشوكيزي 48٪ من سكان ولايات ميكرونيسيا المتحدة. لغتهم هي التشوكيزية.

#### شعب ناورو
يعتقد أن شعب ناورو مزيج من شعوب المحيط الأخرى، ولكن لم يتم تحديد أصل شعب ناورو بشكل نهائي بعد. من المحتمل أن يكون البولينيزيون أو الميلانيزيون.

### مجموعات المهاجرين

#### شعوب شرق وجنوب وجنوب شرق آسيا
هناك مجموعات كبيرة من شعوب شرق، جنوب و جنوب شرق آسيا في ميكرونيزيا، التي إما أن تكون من المهاجرين والعمال الأجانب أو المنحدرين من أي منهما، هاجر معظمهم إلى الجزر خلال الفترة ما بين القرن التاسع عشر والعشرين.  
ووفقًا لنتائج تعداد 2010، في غوام كان 26.3٪ من السكان فلبينيون و 2.2٪ كوريون و 1.6٪ صينيون و 2٪ آسيويون آخرون.
وتعداد جزر ماريانا الشمالية لعام 2010 أظهر أن نصف السكان آسيويون منهم 35.3٪ من الفلبين، 6.8٪ من الصين، 4.2٪ من كوريا و 3.7٪ أخرى (وخاصة من اليابان، بنجلاديش وتايلاند ).
وأظهر تعداد 2010 لولايات ميكرونيزيا المتحدة أن 1.4٪ من السكان كانوا آسيويين بينما أظهرت إحصائيات ناورو أن 8٪ من سكان ناورو كانوا صينيين.
وأظهرت نتائج التعداد السكاني لعام 2005 في بالاو أن 16.3٪ فلبينيون و 1.6٪ صينيون و 1.6٪ فيتناميون و 3.4٪ آسيويون آخرون (معظمهم من بنغلادش واليابان وكوريا).
أدى الحكم الياباني في ميكرونيزيا أيضًا إلى استيطان اليابانيين للجزر والزواج من السكان الأصليين. فكان لدي Kessai Note، الرئيس السابق لجزر مارشال أصول يابانية، وينحدر إيمانويل موري، الرئيس السابق لولايات ميكرونيزيا المتحدة، من أحد المستوطنين الأوائل اليابنين.

#### الأوروبيون
أظهرت نتائج تعداد 2010 في غوام أن 7.1 ٪ كانوا من البيض بينما أظهر تعداد 2005 في بالاو أن 8 ٪ كانوا أوروبيين، و 1.8 ٪ في جزر ماريانا الشمالية.

### اللغات
أكبر مجموعة من اللغات المستخدمة في ميكرونيزيا هي اللغات الميكرونيزية. وهي جزء من مجموعة اللغات الأسترونيزية.
اللغات في الأسرة الميكرونيزية هي: المارشالية، الكيريباتية، الكواسراية، الناورونية، بالإضافة إلى عائلة فرعية كبيرة تسمى اللغات التروكيكية-البونابية التي تحتوي على 11 لغة. وأخيرا، هناك نوعان من لغات الملايو-بولينيزيا يتحدث بها في ميكرونيزيا التي لا تنتمي إلى اللغات المحيطية: التشامورو في جزر ماريانا والبالاوية في بالاو.

## الثقافة

### الحيونات والطعام
على الرغم من أن بالاو لم يكن لديها كلاب، فقد كان لديهم طيور وربما خنازير. وتنتمي خفافيش الفاكهة إلى بالاو أيضا، لكن الثدييات الأخرى نادرة. غالبًا ما يمضغ سكان بالاو وجزر ماريانا وياب جوز التنبول المحلى بأوراق الليمون والفلفل. والذي كان يسمى ساكا في كوسراي وساكاو في بوهنباي.

### التعليم
في ولايات ميكرونيزيا المتحدة، التعليم مطلوب للمواطنين الذين تتراوح أعمارهم بين 6 و 13 عامًا، وهو مهم لاقتصادهم. ومعدل الإلمام بالقراءة والكتابة للمواطنين الذين تتراوح أعمارهم بين 15 و 24 عامًا هو 98.8٪.  وكلية ميكرونيزيا، هي الكلية الوحيدة في ولايات ميكرونيزيا المتحدة وتوجد في العاصمة باليكير، بونبي.
ويتم تنظيم التعليم العام في غوام من قبل وزارة التعليم. ولدي غوام العديد من المؤسسات التعليمية مثل جامعة غوام، جامعة جزر المحيط الهادئ.

### المطبخ
يتميز مطبخ جزر ماريانا بطابع استوائي، بما في ذلك أطباق مثل كيلجن بالإضافة إلى العديد من الأطباق الأخرى.
بينما يتألف مطبخ جزر مارشال من الخبز، وجذر القلقاس، الباندان والمأكولات البحرية، من بين أمور أخرى.
وتشمل المأكولات البالاوية الأطعمة المحلية مثل الكسافا والقلقاس والبطاطا والبطاطس والأسماك ولحم الخنزير.

### الرياضة
المنطقة هي موطن للألعاب الميكرونيزية. ويقام هذا الحدث الدولي متعدد الرياضات كل أربع سنوات ويشمل جميع دول وأقاليم ميكرونيسيا باستثناء جزيرة ويك.
ولدى ناورو رياضاتين وطنيتين وهما: رفع الأثقال وكرة القدم الأسترالية.  ووفقًا لأرقام التعداد الدولي لرابطة كرة القدم الأسترالية لعام 2007، يوجد حوالي 180 لاعبًا في مسابقة ناورو الكبرى و 500 لاعب في مسابقة الناشئين،  ويمثل معدل مشاركة إجمالي أكثر من 30٪ للبلاد.